# Tamera Mowry
Tamera Darvette Mowry (ur. 6 lipca 1978) – amerykańska aktorka, bliźniaczka Tii Mowry, wraz z którą zasłynęła grą w serialu Jak dwie krople czekolady. Siostra Tahj Mowry.

## Życiorys
Tamera urodziła się w Gelnhausen w Niemczech. Jej matka, Darlene Flowers (Amerykanka-Afrykanka), wypromowała karierę córki i służyła jej ochroną, a ojciec, Timothy Mowry (Amerykanin-Włoch), po ukończeniu wyższej szkoły został policjantem w Kalifornii. We wczesnych latach 90' była znana z zespołu The Voices.
Podczas gdy mieszkali w Teksasie Tamera wraz z Tią brały udział w programach typu "wyszukiwacz talentów". W wieku dwunastu lat namówiła mamę na przeniesienie się do Kalifornii, gdzie mogłyby mieć lepszy kontakt z ojcem i rozwijać swoją karierę. Od roku 1990 Mowry grała w mini reklamach i serialach telewizyjnych. Jedną z jej najbardziej znanych ról była postać Tamery Campbell w sitcomie Jak dwie krople czekolady. Tamera wzięła także udział w programie swojego brata Smart Guy. Kolejnym wielkim sukcesem była także produkcja Disney Channel Magiczny duet, w której zagrała Camryn Barnes. Nie można zapomieć o dubbingu do bajki dla dzieci pt. Detention.
Wraz z rozwojem kariery aktorskiej, Tamera wraz z siostrą studiowała psychologię na Pepperdine University.
15 maja 2011 wyszła za Adama Housley, a 12 listopada 2012 urodziła syna Adena Johna Tannera. 1 lipca 2015 urodziło się drugie dziecko, córkę Arię Taleę Houseley. Rodzina ma swój własny kanał na YouTube „The Housley Life”, która śledzi rodzinę podczas ich codziennych przygód, specjalnych okazji i nieprzewidywalności związanej z posiadaniem dzieci.

## Filmografia

### Filmy
- Something to Sing About (2000) jako Lily
- Strong Medicine (2000) jako doktor Kayla Thornton
- Siedemnaście mieć lat...(2000) jako Young Cat
- Gorąca laska (2002) jako Sissy

### Seriale tv
- Pełna chata jako Denise
- ABC TGIF jako Tamera
- Czy boisz się ciemności?
- Jak dwie krople czekolady jako Tamera Anne Campbell
- Magiczny duet jako Camryn Barnes
- Magiczny duet 2 jako Camryn Barnes

### Dubbing
- The Adventures of Hyperman jako Emma C. Squared
- Detention jako Orangejella LaBelle